# Banda larga sobre linhas de energia

Banda larga sobre linhas de energia (Broadband over power lines - BPL) é um método de comunicação por linha de energia elétrica (PLC) que permite a transmissão de dados digitais em alta velocidade através da fiação pública de distribuição de energia elétrica. O BPL utiliza frequências mais altas, uma faixa de frequência mais ampla e tecnologias diferentes em comparação com outras formas de comunicação por linha de energia para fornecer comunicação de alta taxa em distâncias maiores. O BPL utiliza frequências que fazem parte do espectro de rádio alocado para serviços de comunicação via rádio; portanto, a prevenção de interferência para e desses serviços é um fator muito importante no design de sistemas BPL.
Existem duas categorias principais de BPL: interna e de acesso. O BPL interno é o acesso à banda larga dentro de um edifício ou estrutura, utilizando as linhas elétricas da estrutura para fornecer a infraestrutura de rede. O BPL de acesso é o uso de linhas de transmissão elétrica para fornecer banda larga até a residência. O BPL de acesso é considerado uma alternativa viável ao cabo ou DSL para fornecer a 'última milha' de banda larga aos usuários finais.

## Características principais do BPL
1. **Utilização da infraestrutura existente**: Uma das principais características do BPL é sua capacidade de utilizar as linhas de energia existentes. Isso evita a necessidade de construção significativa ou instalação adicional de cabos, posicionando-o como uma opção econômica para expandir a cobertura de banda larga.[6]
2. **Comunicação de dados em alta velocidade**: A tecnologia BPL permite a comunicação de dados em alta velocidade através das linhas de energia existentes, oferecendo velocidades comparáveis às tecnologias tradicionais de banda larga com fio, como DSL ou cabo. Isso permite a transmissão eficiente de grandes quantidades de dados, suportando aplicações que demandam alta largura de banda.[7]
3. **Cobertura ampla**: A rede elétrica existente cobre uma vasta área, tornando o BPL capaz de alcançar residências, empresas e outros locais que podem ser difíceis de conectar com outras tecnologias de banda larga com fio.[8]
4. **Flexibilidade e escalabilidade**: O BPL permite flexibilidade e escalabilidade em termos de extensão da cobertura da rede. Modems adicionais podem ser adicionados em pontos de distribuição ou subestações para expandir o alcance da rede BPL. Essa adaptabilidade permite uma expansão gradual à medida que a demanda aumenta ou novas áreas requerem conectividade.[9]
5. **Potencial para integração com redes inteligentes**: O BPL pode facilitar a integração de aplicações de redes inteligentes, permitindo comunicação bidirecional entre concessionárias de energia e consumidores. Isso possibilita o gerenciamento da eficiência energética, monitoramento em tempo real e a implementação de sistemas de resposta à demanda, levando a uma maior resiliência da rede e conservação de energia.[10]
6. **Coexistência com sinais de energia**: O BPL opera juntamente com os sinais de energia nas mesmas linhas de energia. Ele utiliza técnicas de modulação para garantir que os sinais de dados não interfiram no funcionamento normal da rede elétrica. Essa coexistência minimiza a necessidade de infraestrutura dedicada e simplifica a implementação.[11]

## Desafios de implementação
As linhas de energia não foram projetadas para transmissão de dados; elas foram criadas para fornecer energia CA a 50 a 60 Hz. Se os dados de banda larga forem transmitidos em frequências diferentes, então os dados e a eletricidade podem viajar no mesmo fio; no entanto, vários obstáculos precisam ser superados para permitir a transmissão de dados em alta velocidade e longa distância nas linhas de energia existentes.
A implantação do BPL demonstrou uma série de desafios fundamentais, sendo o principal deles que as linhas de energia são inerentemente um ambiente muito ruidoso. Cada vez que um dispositivo é ligado ou desligado, ele introduz um estalo ou clique na linha. Fontes de alimentação comutadas frequentemente introduzem harmônicos ruidosos na linha. E, ao contrário do cabo coaxial ou par trançado, a fiação não possui rejeição de ruído inerente.
A segunda grande questão é a compatibilidade eletromagnética (EMC). Esperava-se que o sistema utilizasse frequências de 10 a 30 MHz na faixa de alta frequência (HF), usadas há décadas por militares, aeronáutica, rádio amador e emissoras de ondas curtas. As linhas de energia não são blindadas e agirão como antenas para os sinais que transportam, causando interferência nas comunicações e transmissões de rádio de alta frequência. Em 2007, a Organização de Pesquisa e Tecnologia da OTAN divulgou um relatório que concluiu que a implantação generalizada do BPL pode ter um "possível efeito prejudicial nas comunicações de rádio HF militares".

## Padrões
Vários padrões estão evoluindo para a tecnologia BPL, incluindo os do IEEE, HomePlug Powerline Alliance (extinta), PRIME Alliance e Nessum Alliance.

### IEEE relacionado à tecnologia BPL
- IEEE 643-2004 "Guia para Aplicações de Carrier por Linha de Energia" é um padrão para comunicação sobre a rede de linhas de transmissão (acima de 69kV).[16]
- IEEE P1675 "Padrão para Hardware de Banda Larga sobre Linha de Energia" é um grupo de trabalho que trabalha em questões de instalação de hardware e segurança.[17]
- IEEE P1775 "Equipamento de Comunicação por Linha de Energia - Requisitos de Compatibilidade Eletromagnética (EMC) - Métodos de Teste e Medição" é um grupo de trabalho focado em equipamentos PLC, requisitos de compatibilidade eletromagnética e métodos de teste e medição.[18]